# 重灌大碟洛克人Zero·自然
重灌大碟洛克人Zero·自然是將電玩遊戲洛克人Zero4的遊戲音樂重新混音，加上廣播劇及歌曲灌製而成的唱碟。
副題「自然」是大自然，指太空殖民地「歐拉西亞」墜下處「零點基地」附近地區植被的自然回復。

## 大碟曲目

### 碟一
1. 「標題‧肆」。標題畫面。
2. 「滅世戰紀─序─鳴天號角」。廣播劇：妮姝講述整個系列所發生的事件，還有集落車隊被拜魯軍追擊時的情況，為故事展開序幕。背景音樂為《終極》中的「歸零」。
3. 「集落車隊─盼望自由─」。序章關卡「集落車隊」之曲。
4. 「戰無不勝」。首領戰曲。
5. 「聖土」。未有任務進行時之曲。
6. 「妖精之舞」。修改電子精靈能力畫面之曲。
7. 「希望」。序章關卡「零點基地」（調查行動）之曲。
8. 「危邊」。形勢緊張之曲。
9. 「緣上」。危機預兆之曲。
10. 「格拉霍」。格拉霍的主題音樂。
11. 「爆烈」。關卡「灼熱粒子炮」之曲。
12. 「深藍」。關卡「深海」之曲。
13. 「天空庭園」。關卡「高空庭園」之曲。
14. 「苦痛之」。關卡「地下樹海」之曲。
15. 「真章」。關卡「零點基地」（反擊行動）之曲。
16. 「暴君囚牢」。關卡「監獄」前半之曲。
17. 「滅世戰紀─監獄─英靈殿」。廣播劇：杰洛闖到監獄營救妮姝，格拉霍到場與她表示心跡，加上拜魯的敵意宣言。雙方最終鬧翻，妮姝擲出一超明亮光彈，示意杰洛破開地面逃走……
18. 「出走」。關卡「監獄」後半之曲。
19. 「輝下」。關卡「人工太陽」之曲。
20. 「睡獸」。關卡「凍眠設施」之曲。
21. 「磁場喧聲」。關卡「磁場區域」之曲。
22. 「邪惡鼓動」。關卡「生焉都市」之曲。
23. 「衝突‧肆」。中首領戰曲。

### 碟二
1. 「直在前方」。關卡「諸神黃昏制禦室」之曲。
2. 「滅世戰紀─制禦室─烈火魔劍」。廣播劇：Zero趕到「諸神黃昏制禦室」，制止格拉霍向著尼奧‧阿魯卡地亞區住居發射諸神黃昏大炮。最終大炮還是發射了，而兩人還可做的，只有各自背負著兩位少女的信念，一決雌雄。
3. 「力量領域」。格拉霍戰之曲。
4. 「塵鏽」。災難劫後之曲。
5. 「十字基地」。關卡「大型輸送基地」之曲。
6. 「數碼空間」。關卡「輸送線路之中」之曲。
7. 「諸神的黃昏」。關卡「諸神的黃昏中心部」之曲。
8. 「命運─拜魯主題曲─」。拜魯的主題音樂。首領戰前的房間內的預示曲。
9. 「滅世戰紀─最後決戰─諸神黃昏」。廣播劇：杰洛與拜魯（第一戰鬥型態）交手並打敗了他，但仍未能制止「諸神黃昏」的落下，拜魯再現更變成第二戰鬥型態。雪兒請求杰洛傳送返回、放棄任務，杰洛卻要遵守自己對X的約定與堅持自己對雪兒的信念，手中依然握著Zero劍……
10. 「墜落」。拜魯（第二戰鬥型態）戰之曲。
11. 「黎明之空」。結局尾場曲。
12. 「承諾─新世界─（海外版）」。英文版製作组列表。
13. 「阿露特進行曲」。《終極》中「日記‧阿露特的好一天」╱「誌╱阿露特的好一天」的背景音樂。
14. 「火焰中」。《終極》中「意向‧決立戰鬥」╱「志╱為誰而為」的背景音樂。
15. 「小蒼蘭」。遊戲主題曲兼日本版製作组列表，依「希望」曲成化歌，由雪兒（田中理惠）主唱。
16. 「幸福鳥（伴唱版本）」。《意念》中「幸福鳥」的伴唱音樂。
17. 「小蒼蘭（伴唱版本）」。「小蒼蘭」的伴唱音樂。
18. 「苜蓿（伴唱版本）」。「苜蓿」的伴唱音樂。

## 工作人員
聲優：
- Zero：風間勇刀
- 雪兒：田中理惠
- 妮姝：後藤邑子
- 格拉霍：三宅健太
- 多魯度：日比愛子
- 拜魯：大塚周夫

## 外部連結
- （日語）《重灌大碟洛克人Zero·自然》唱片官方網站主頁 （页面存档备份，存于）